# Denkmal Infanterieregiment Nr. 95

Das Denkmal im Jahr 1928

Das Gefallenen-Denkmal des Infanterieregiments Nr. 95 in Gotha (Thüringen) stand im Rosengarten, es wurde 1927 eingeweiht und 1946 abgebrochen.

## Geschichte
In dem Oval zwischen den beiden Rampen auf der Südseite der Schlossterrasse erhob sich in der ehemaligen freien Reitbahn das Denkmal zur Erinnerung an alle im Ersten Weltkrieg gefallenen Soldaten aus Stadt und Land Gotha. Der Verein ehemaliger Fünfundneunziger wollte damit zugleich die Erinnerung an das (6. Thüringische) Infanterie-Regiment Nr. 95 und die im Ersten Weltkrieg aus ihm hervorgegangenen Truppenverbände wach halten. Der in Feldausrüstung dargestellte ernste Soldat steht in abwartender Stellung und verkörpert den Spruch: „Allzeit bereit!“
Im Rahmen eines Wettbewerbs wurde unter 18 Entwürfen das Modell des Berliner Bildhauers Hans Dammann ausgewählt. Die Höhe des Denkmals betrug 7 Meter, sein Gewicht 48 Tonnen. Die Grundsteinlegung fand am 31. Oktober 1926, dem Reformationstag, statt. Am 12. Juni 1927 wurde das Denkmal eingeweiht.
1946 wurde angeordnet, zunächst die Figur des Soldaten zu entfernen, die Inschriften abzumeißeln und die Kugeln zu entfernen. Kurz darauf beschloss der antifaschistische Block die Beseitigung des gesamten Sockels. So blieb nichts von dem Denkmal übrig, an seiner Stelle wurde 1967 ein Ehrenmal für antifaschistische Widerstandskämpfer errichtet. Auch dieses Denkmal ist heute verschwunden, und der Platz nimmt langsam wieder die Form der alten Reitbahn an.